# أكرم داغ
أكرم داغ (بالتركية: Ekrem Dağ) هو لاعب كرة قدم تركي في مركز نصف الجناح، ولد في 5 ديسمبر 1980 في ماردين في تركيا. شارك مع منتخب النمسا لكرة القدم. أما مع النوادي، فقد لعب مع شانلي أورفا سبور وشتورم غراتس وغازي عنتاب سبور ونادي بشكتاش.

## وصلات خارجية
- أكرم داغ على موقع الاتحاد الدولي (مؤرشف)  (الإنجليزية)
- أكرم داغ على موقع الاتحاد الأوربي (الإنجليزية)
- أكرم داغ على موقع اتحاد تركيا (لاعب) (الإنجليزية)
- أكرم داغ على موقع قاعدة بيانات كرة القدم.إي يو (الإنجليزية)
- أكرم داغ على موقع ناشيونال فوتبول تيمز (الإنجليزية)
- أكرم داغ على موقع عالم كرة القدم.نت (الإنجليزية)